# 엘카사이파
엘카사이파는 기원후 약 100년경 요르단 강 동쪽 지방에서 발생하여 사산 왕조 페르시아까지 분포했던, 유대 기독교인 종파였다. 이 종파는 하늘에서 내려온 천사가 계시하였다고 주장하는 엘카사이서라는 성경을 사용하였다  신앙의 형태는 에비온파와 비슷하여, 예식을 엄격하게 지키며 모세율법을 가르치고 신약의 바오로 서간을 부인하고 제사를 거부했다. 교리는 가현설을 따라  세례로써 구원된다는 것을 강조했다.